# Joxe Mari Olasagasti
Joxe Mari Olasagasti Landa (Igeldo, Guipúzcoa, 15 de marzo de 1959) es un guipuzcoano que participa en los deportes vascos de cortador de troncos, corredor,  arrastre de piedras, levantador de piedras, txingalari y segador. También se está preparando para las pruebas de arrastre de piedra con bueyes.
Con dieciséis años consiguió la primera plaza como cortador de troncos y ese mismo año ganó la "txapela" como ganador de la categoría de Jóvenes de Guipúzcoa. Su primera apuesta la realizó con 23 años pero la perdió, tanto en la prueba de cortar troncos como en la de correr contra Jose Etxebesteren. Se le consideraba muy apuesto y realizó muchos desafíos contra los mejores cortadores de troncos: Arria II.a, Jose Mari Mendizabal, Mikel Mindegia, Anjel Arrospide, Donato Larretxea.
En las apuestas mixtas también se las ingenió muy bien. En 1984, por ejemplo, hizo una espectacular apuesta contra Nemesio Arregi: Levantar 25 veces una piedra cúbica de 125 kilos, cortar dos troncos de 72 onzas y hacer una carrera de 6 km. Olasagasti consiguió la victoria con un tiempo de una hora, dieciséis minutos y veintiséis segundos y Arregui realizó un tiempo de una hora, veinte minutos y cincuenta y nueve segundos. Donato Larretxearekin (levantando piedras y cortando troncos) y Juan Manuel Erasun (cortando troncos y segando) también hizo apuestas mixtas.

## Premios conseguidos
- El Campeonato del País Vasco por 6 veces: 1996, 1998, 1999, 2001, 2005 y en 2010.
- Campeonato del mundo en 2005 junto con Nazabal.
- El Campeonato de Guipúzcoa por 12 veces: 1990, 1995, 1996, 1998, 1999, 2001, 2002, 2004, 2005, 2006, 2007, 2009 y en 2011.
- La Copa de oro 1990, 1999 y en 2007.
- El hacha de oro 1999, 2000 y en 2001.
- Campeonato Vasco de Pentatlón 1983, 1984 y en 1990.